# Diogenés (biskup Byzantionu)
Diogenés (řecky: Διογένης; † asi 129) byl biskup Byzantionu.
Byl nástupcem biskupa Sedekiona a jeho episkopátu trval od roku 114 do roku 129. Jako jeho předchůdci sloužili v období pronásledování křesťanů císaři Traianem a Hadrianem. O životě Diogena je známo velmi málo.
Byl pohřben v katedrálním chrámu v Argyrópolisu.